# Jean-Armel Kana-Biyik
Jean-Armel Kana-Biyik (* 9. Januar 1992 in Metz) ist ein französisch-kamerunischer ehemaliger Fußballspieler.

## Karriere

### Verein
Kana-Biyik erlernte das Fußballspielen u. a. in den Nachwuchsabteilungen der Vereine A.S. de Montivilliers, CSS Municipaux Havre und Le Havre AC. Bei Letzterem wurde er 2008 in den Profikader aufgenommen und absolvierte in den nächsten zwei Jahren 40 Ligaspiele. Während dieser Zeit stieg er mit seiner Mannschaft als Zweitligameister der Saison 2007/08 in die Ligue 1 auf, verfehlte mit diesem aber in der ersten Erstligasaison den Klassenerhalt und kehrte wieder in die Ligue 2 zurück. Im Sommer 2010 wurde er dann vom Erstligisten Stade Rennes verpflichtet und spielte hier die nächsten vier Spielzeiten fast durchgängig als Stammspieler. Anschließend zog er innerhalb der Ligue 1 zu FC Toulouse weiter. Zur Saison 2016/17 verpflichtete ihn der türkische Erstligist Kayserispor. Nach drei Spielzeiten für die Zentralanatolier wechselte er im Sommer 2019 zum Aufsteiger und Ligarivalen Gaziantep FK. Hier absolvierte er in zwei Saisons 50 Ligaspiele und erzielte dabei drei Treffer. Nach kurzer Vereinslosigkeit nahm ihm dann im Januar 2022 der FC Metz aus der Ligue 1 unter Vertrag. Im Juli 2022 verließ der Spieler Metz wieder.

### Nationalmannschaft
Kana-Biyik begann seine Nationalmannschaftskarriere 2009 mit Einsätzen für die französische U-21-Auswahl. Nachdem er seitens des französischen Verbands keine weitere Berücksichtigung mehr gefunden hatte, entschied er sich für einen Verbandswechsel und debütierte 2013 für die kamerunische A-Nationalmannschaft.

## Erfolge
Mit Le Havre AC
- Meister der Ligue 2 und Aufstieg in die Ligue 1: 2007/08